# مقاطعة بولتافا
مقاطعة بولتافا أو بولتافا أوبلاست أو بُلتَافة أُبْلَست (الأوكرانية: Полтавська область) هي مقاطعة تقع في وسط أوكرانيا. المركز الإداري لها هو مدينة بولتافا، أسست هذه المدينة عام 1937

## الجغرافيا
تقع مقاطعة بولتافا في وسط أوكرانيا، على الضفة اليسرى لنهر دنيبر، يحدها شمالا مقاطعة تشرنيهيف ومقاطعة سومي، وجنوباً مقاطعتي كيروفوهراد ودنيبروبتروفسك، أما شرقًا مقاطعة خاركيف، كم يحدها غرباً كل من مقاطعة تشيركاسي ومقاطعة كييف، تقدر مساحتها بحوالي 28،748 كم²، أي حوالي 4.76٪ من المساحة الإجمالية لأوكرانيا.